# Óscar Wirth
Oscar Wirth (5 de novembre de 1955) és un exfutbolista xilè. Va formar part de l'equip xilè a la Copa del Món de 1982. Fou jugadors de clubs com Universidad Católica, Rot-Weiß Oberhausen o Reial Valladolid.